# Óscar Lepe
Óscar Manuel Lepe González (n. Las Condes, Santiago de Chile, 2 de abril de 1968) es un exfutbolista y actual entrenador chileno. Es el hermano menor de Mario Lepe.

## Clubes como jugador
| Club                 | País  | Año       |
| -------------------- | ----- | --------- |
| Municipal Las Condes | Chile | 1986      |
| Deportes Concepción  | Chile | 1987-1992 |
| Deportes Temuco      | Chile | 1993-1998 |
| Unión Española       | Chile | 1999      |
| Deportes La Serena   | Chile | 2000      |

## Títulos

### Como jugador

#### Torneos nacionales
| Título    | Club           | País  | Año  |
| --------- | -------------- | ----- | ---- |
| Primera B | Unión Española | Chile | 1999 |

#### Otros torneos nacionales oficiales
| Título                    | Club                | País  | Año  |
| ------------------------- | ------------------- | ----- | ---- |
| Liguilla Pre-Libertadores | Deportes Concepción | Chile | 1990 |